# Alexander Gordon Laing
Alexander Gordon Laing (Edimburg, 27 de desembre de 1794 - Timbuctu, 26 de setembre de 1826), va ser un explorador escocès conegut per ser el primer europeu a entrar a la ciutat de Tombuctu, a Mali, a la rodalia de la qual va ser assassinat.

## Biografia
Laing va estudiar amb el seu pare, el primer a obrir una acadèmia d'educació clàssica a Edimburg, i va ampliar els seus coneixements d'humanitats a la universitat amb només tretze anys. Amb quinze va deixar els estudis per començar a treballar, amb disset es va allistar com a voluntari i amb divuit va marxar a les illes Barbados com a assistent del seu oncle matern, el coronel Gabriel Gordon. Poc després, ingressà a la Infanteria Lleugera de York i el 1822 fou enviat a Sierra Leone amb el seu nou regiment dels Royal African Corps.

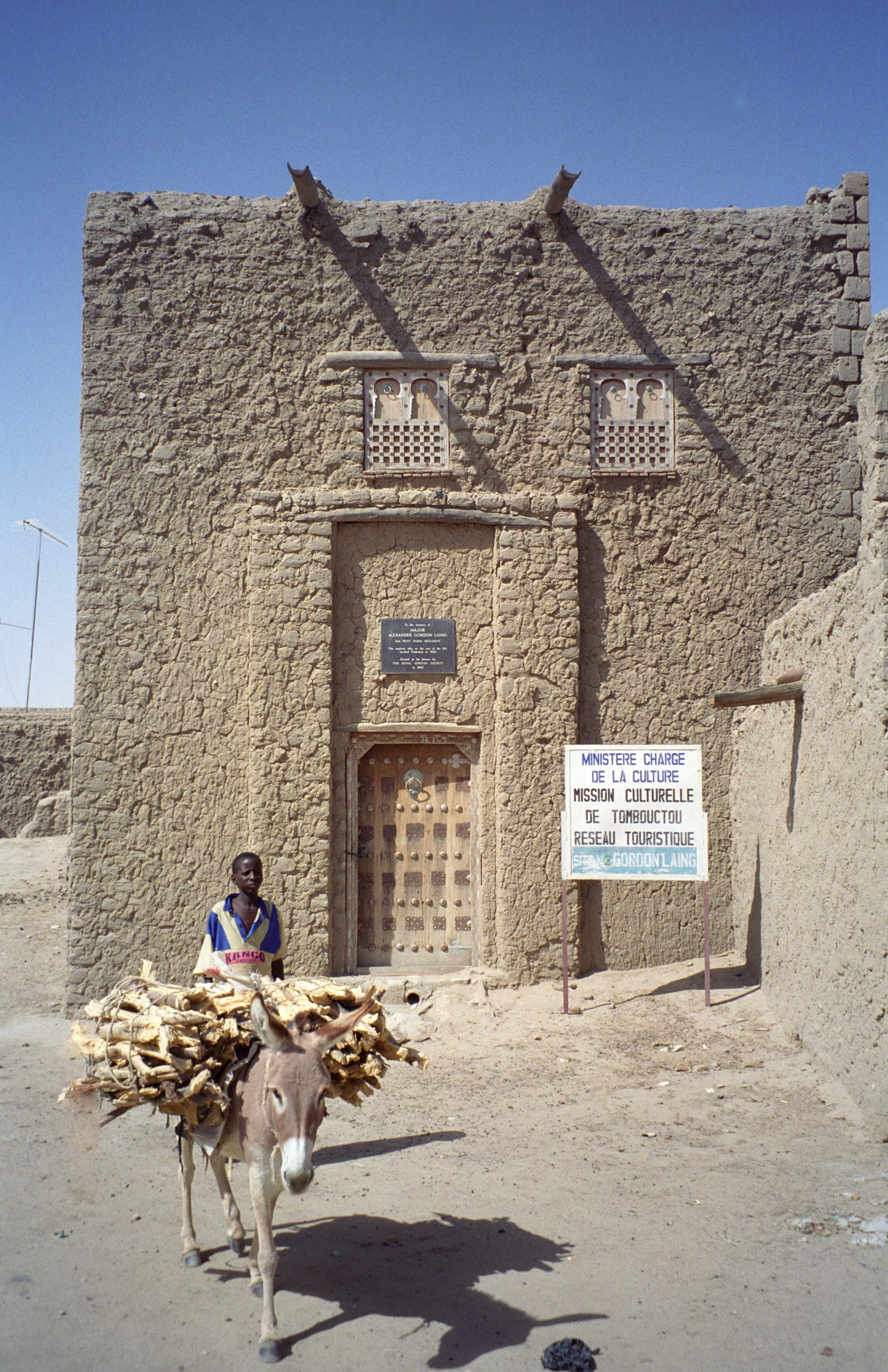
La casa de Gordon a Tombuctu.

D'acord amb el seu caràcter emprenedor, el governador Charles McCarthy l'envià al país dels mandings amb l'objectiu d'obrir noves vies de comerç i abolir l'esclavitud que encara es practicava en aquelles zones. Aquell mateix any visità el país solimana i comença a buscar les fonts del riu Níger, però fou detingut pels indígenes.
En els anys 1820 participà en les guerres Aixanti i fou enviat de tornada a Anglaterra amb la notícia de la mort del governador MacCarthy. Henry, tercer comte de Bathurst, secretari de les colònies, l'envià de nou a l'Àfrica per tal d'estudiar la conca del riu Níger, viatjant des de Trípoli.
El 14 de juliol de 1825 arribà a la capital de Líbia, es casa amb Emma Warrington, filla del cònsol britànic i dos dies després emprengué la travessia del desert, acompanyat per un xeic que seria més tard acusat de planificar la seva mort.
L'octubre es trobava a Ghadames, i el desembre travessà el territori tuat, un poble amazic algerià, on es posà en contacte amb els tuareg. El 10 de gener de 1826 deixà els tuat i emprengué la marxa cap a Tombuctu, a Mali, on, segons una de les seves cartes, hi arribà el 18 d'agost.
A Tombuctú no hi fou ben rebut i es guanyà l'enemistat del cap fulani Bello, que governava la ciutat. Es veié obligat a abandonar la ciutat, i quan ho feu, el 26 de setembre, fou assassinat.

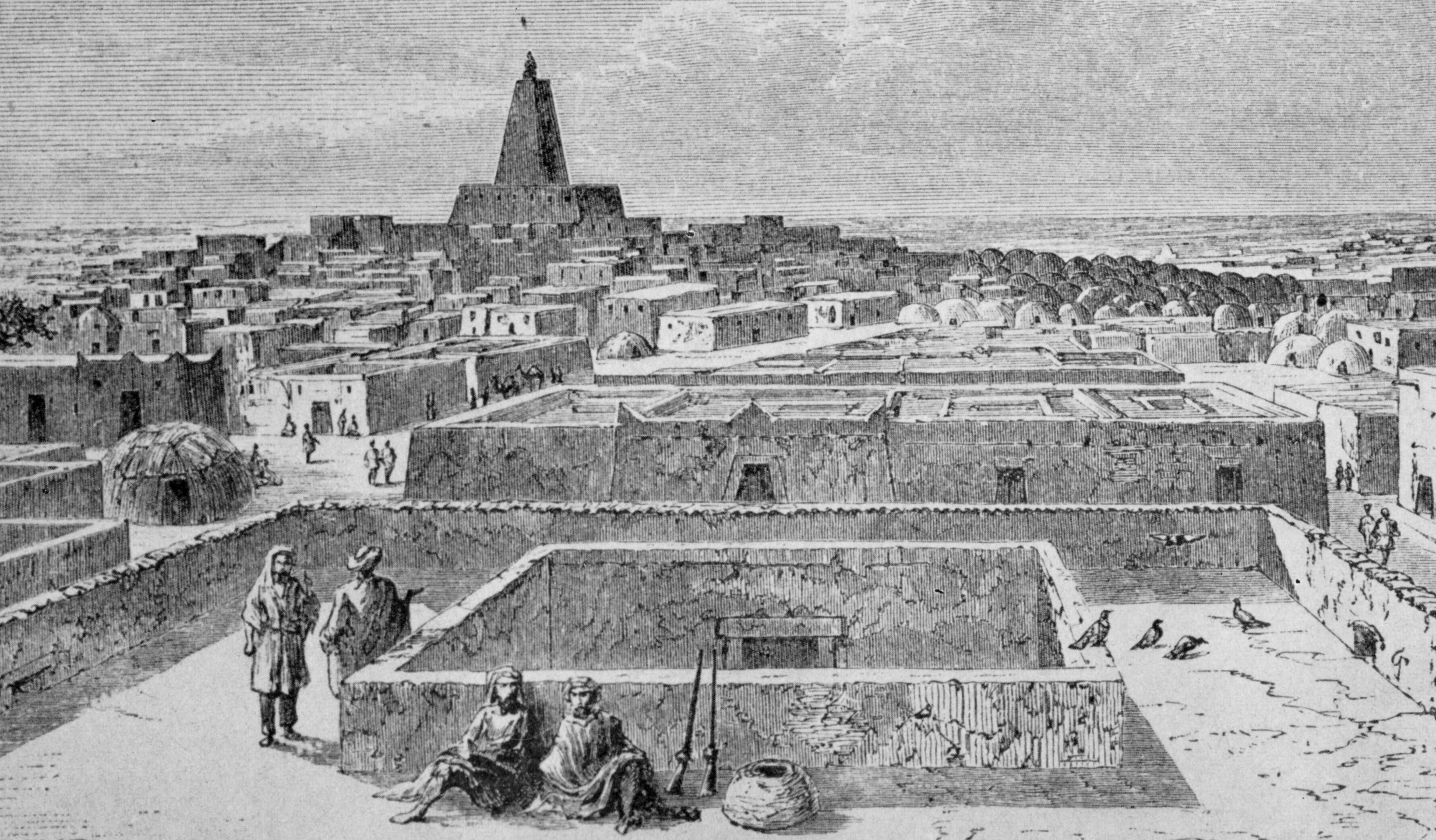
Timbuctu al.

## Influències culturals
El 1825 es va publicar a Anglaterra la seva obra Travels in the Timannee, Kooranko and Soolima Countries, in Western Africa.
El 1903, el govern francès de la ciutat va col·locar una placa amb el nom de l'explorador a la casa que va ocupar durant els trenta-vuit dies que va romandre a Timbuctu.